# Tor Eliasson
Tor Albin Eugén Eliasson, född 29 oktober 1899 i Sundsvall, död 9 mars 1972 i Härnösand
, var en svensk droskägare och marinmålare.
Han var son till lokeldaren Albin Eliasson och Hulda Eugenia Johansson samt gift 1930-12946 med Selma Cecilia Salomonsson. Eliasson studerade vid Edward Berggrens målarskola i Stockholm 1938 och på Statens sjöhistoriska museum sommaren 1948 i övrigt var han autodidakt. Separat ställde han ut i bland annat Härnösand, Kramfors, Sollefteå och Ludvika samt medverkan i ett stort antal samlingsutställningar. Hans konst består huvudsakligen av marinmålningar.